# Anthony Konechny
Anthony Konechny es un actor canadiense quien interpretó a MX-43 "1" en la serie Almost Human. Anthony dará vida a Paul Clayton en la esperada película Fifty Shades of Grey.

## Carrera
En el 2013 se unió al elenco recurrente de la serie Almost Human donde interpretó a MX-43 '1', un androide humanoide de la policía, hasta el final de la serie en el 2014 después de finalizar su primera temporada.
En el 2014 interpretó al oficial Thach en la película Godzilla.
apareció como invitado en la serie Witches of East End donde interpretó a la criatura Mandrágora, un demonio que cruza desde Asgard y comienza a atacar a varios de los residentes del pueblo de East End, la criatura es asesinada por Frederick Beauchamp (Christian Cooke).
En el 2015 apareció en la película Fifty Shades of Grey donde dará vida al joven Paul Clayton, un joven que se siente atraído hacía su compañera de trabajo en la ferretería Anastasia Steele (Dakota Johnson), pronto Paul tendrá una rivalidad con Christian Grey (Jamie Dornan) por los afectos de Anastasia.

## Filmografía

### Series de Televisión
| Año         | Título                         | Personaje         | Notas                        |
| ----------- | ------------------------------ | ----------------- | ---------------------------- |
| 2014        | Witches of East End            | Mandrágora        | 4 episodios                  |
| 2013 - 2014 | Almost Human                   | MX-43 '1'         | 10 episodios                 |
| 2013        | The Tomorrow People            | Agente Perkins    | episodio "Limbo"             |
| 2013        | Supernatural                   | Soldado Demoníaco | episodio "Devil May Care"    |
| 2013        | Motive                         | Kevin West        | episodio "Crimes of Passion" |
| 2011        | R.L. Stine's The Haunting Hour | Cameron           | episodio "Pool Shark"        |
| 2010        | The Troop                      | Trevor            | episodio "Vampsters"         |
| 2009        | Smallville                     | Repartidor        | episodio "Idol"              |
| 2018        | Supergirl                      | Raymond Jensen    | 5 episodios                  |

### Películas
| Año  | Título                              | Personaje     | Notas |
| ---- | ----------------------------------- | ------------- | --- |
| 2015 | Fifty Shades of Grey                | Paul Clayton  | junto a Jamie Dornan, Dakota Johnson, Marcia Gay Harden, Luke Grimes, Eloise Mumford, Max Martini & Jennifer Ehle       |
| 2015 | Seeds of Yesterday                  | Jory Marquet  | junto a Sammi Hanratty, Jason Lewis, James Maslow, Rachael Carpani, Leah Gibson & Nikohl Boosheri                       |
| 2014 | Night Witness                       | Max Darson    | junto a Donavin Robinson, Thomas Kountouris, Jonathan Williams, Nick Pardalis & Laena Brown                             |
| 2014 | Primary                             | Joven Molesto | junto a Dustin Milligan, Michael Eklund, Katharine Isabelle, Andrew Francis, Tom Butler & Merritt Patterson             |
| 2014 | Wedding Planner Mystery             | Joven Buff    | junto a Erica Durance, Andrew W. Walker, Brandon Beemer, Rick Ravanello, Zahf Paroo & Chelan Simmons                    |
| 2014 | Godzilla                            | PO2 Thach     | junto a Aaron Taylor-Johnson, CJ Adams, Ken Watanabe, Bryan Cranston, Elizabeth Olsen & Sally Hawkins                   |
| 2013 | No Clue                             | Joven         | junto a Brent Butt, Amy Smart, David Koechner, David Cubitt, Dan Payne, Kirsten Prout, Dustin Milligan & Garwin Sanford |
| 2013 | Embrace of the Vampire              | Joven Hombre  | junto a Sharon Hinnendael, Kaniehtiio Horn, C.C. Sheffield, Victor Webster, Robert Moloney & Ryan Kennedy               |
| 2013 | The Trainer                         | Doug          | junto a Sunny Mabrey, Chelsea Hobbs, Britt Irvin, Levi James, Lane Edwards & Mackenzie Gray                             |
| 2012 | Notes from the Heart Healer         | Zach          | junto a Genie Francis, Ted McGinley, Laci J Mailey, Brenda Crichlow, Rob Morton & Marilyn Norry                         |
| 2011 | Riverdale: The Archie Movie Trailer | Archie        | junto a Derek Bedry, Morgan Davies, Stephanie Dyck, Kelly Richard Fennig & Courtney Hojenski                            |
| 2008 | No Means No                         | Chris         | corto - junto a Andrew Goulding, Jane Purcell, Aidan Dee & Tijana Popovic                                               |